# Calgary Oval X-Treme
Die Calgary Oval X-Treme waren ein kanadisches Fraueneishockeyteam aus Calgary, Alberta, und spielten zwischen 2004 und 2009 in der Western Women’s Hockey League sowie von 2002 bis 2004 in der National Women’s Hockey League. Die Oval X-Treme wurden 1995 als Amateurteam gegründet und entwickelten sich im Laufe der Jahre zu einem der erfolgreichsten Frauen-Clubs in Kanada.
In ihrer Geschichte beendeten die Oval X-Treme die Regular Season sieben Mal als punktbestes Team. Zudem gewannen die X-Treme zweimal die NWHL- und viermal die WWHL-Meisterschaft.

## Geschichte
Die Oval X-Treme wurden 1995 als Amateurteam für Fraueneishockey in Calgary gegründet und fanden mit den Edmonton Chimos schnell einen regionalen Rivalen. Im Jahr 2002 wurden die Oval X-Treme und die Edmonton Chimos angefragt, sich der National Women’s Hockey League (NWHL) anzuschließen. Die beiden Mannschaften bildeten mit den Vancouver Griffins in der Folge die Western Division der NWHL.
Nach dem Ende der Saison 2003/04, in der die Oval X-Treme und die Chimos allein die Western Division gebildet hatten, verließen beide Franchises die NWHL und gründeten mit drei weiteren Teams die Western Women’s Hockey League.
Da die kanadische Frauen-Nationalmannschaft in den 2000er-Jahren in Calgary beheimatet war, spielten viele kanadische Nationalspielerinnen für die Oval X-Treme, unter anderem Hayley Wickenheiser, Danielle Goyette und Cassie Campbell. Daher gehörten die Oval X-Treme zeit ihres Bestehens zu den erfolgreichsten Frauenteams in Kanada und gewannen fünf Meisterschaften in Folge.
Vor der Saison 2009/10 stellten die Calgary Oval X-Treme den Spielbetrieb ein.

## Erfolge
NWHL
- Divisions-Titel: 2003, 2004
- Championship: 2003, 2004

WWHL
- Regular season: 2005, 2006, 2007, 2008, 2009
- WWHL-Champions-Cup: 2005, 2006, 2007, 2008

Esso Women’s Nationals1998, 2001, 2003, 2007

## Saisonstatistik
Legende zur Saisonstatistik: GP oder Sp = Spiele insgesamt; W oder S = Siege; L oder N = Niederlagen; T oder U = Unentschieden; OTS = Siege nach Verlängerung (Overtime);  OTN oder OL = Overtime-Niederlagen; SOS = Shootout-Siege; SOL oder SON = Shootout-Niederlagen; P oder Pkt = Punkte; Pct % = Siege in %; GF oder T = Tore; GA oder GT = Gegentore
| Saison  | Sp | S  | N | U | T   | GT | Pkt | Resultat           |
| ------- | -- | -- | - | - | --- | -- | --- | ------------------ |
| 2002/03 | 24 | 23 | 1 | 0 | 83  | 81 | 39  | NWHL-Champion      |
| 2003/04 | 12 | 11 | 1 | 0 | 64  | 9  | 22  | NWHL-Champion      |
| 2004/05 | 21 | 20 | 0 | 1 | 152 | 18 | 51  | WWHL-Champions-Cup |
| 2005/06 | 24 | 22 | 0 | 2 | 126 | 43 | 46  | WWHL-Champions-Cup |
| 2006/07 | 24 | 23 | 0 | 1 | 172 | 24 | 46  | WWHL-Champions-Cup |
| 2007/08 | 24 | 24 | 0 | 0 | 162 | 27 | 48  | WWHL-Champions-Cup |
| 2008/09 | 23 | 20 | 2 | 1 | 143 | 34 | 42  | WWHL-Finalgegner   |

## Bekannte ehemalige Spielerinnen
- Dana Antal
- Kelly Béchard

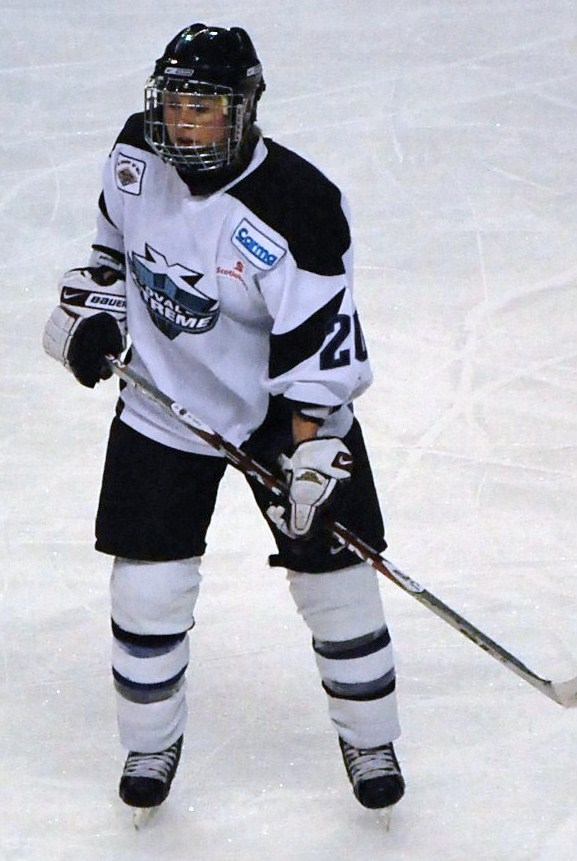
Tessa Bonhomme
- Cassie Campbell
- Delaney Collins
- Angela Frautschi
- Danielle Goyette
- Samantha Holmes
- Gina Kingsbury
- Wang Linuo
- Kim McCullough
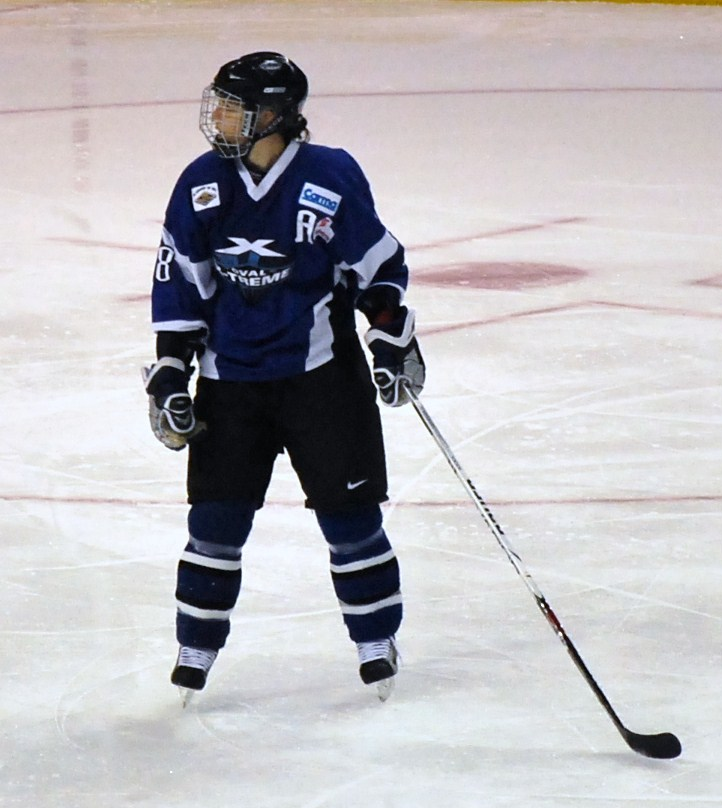
Carla MacLeod
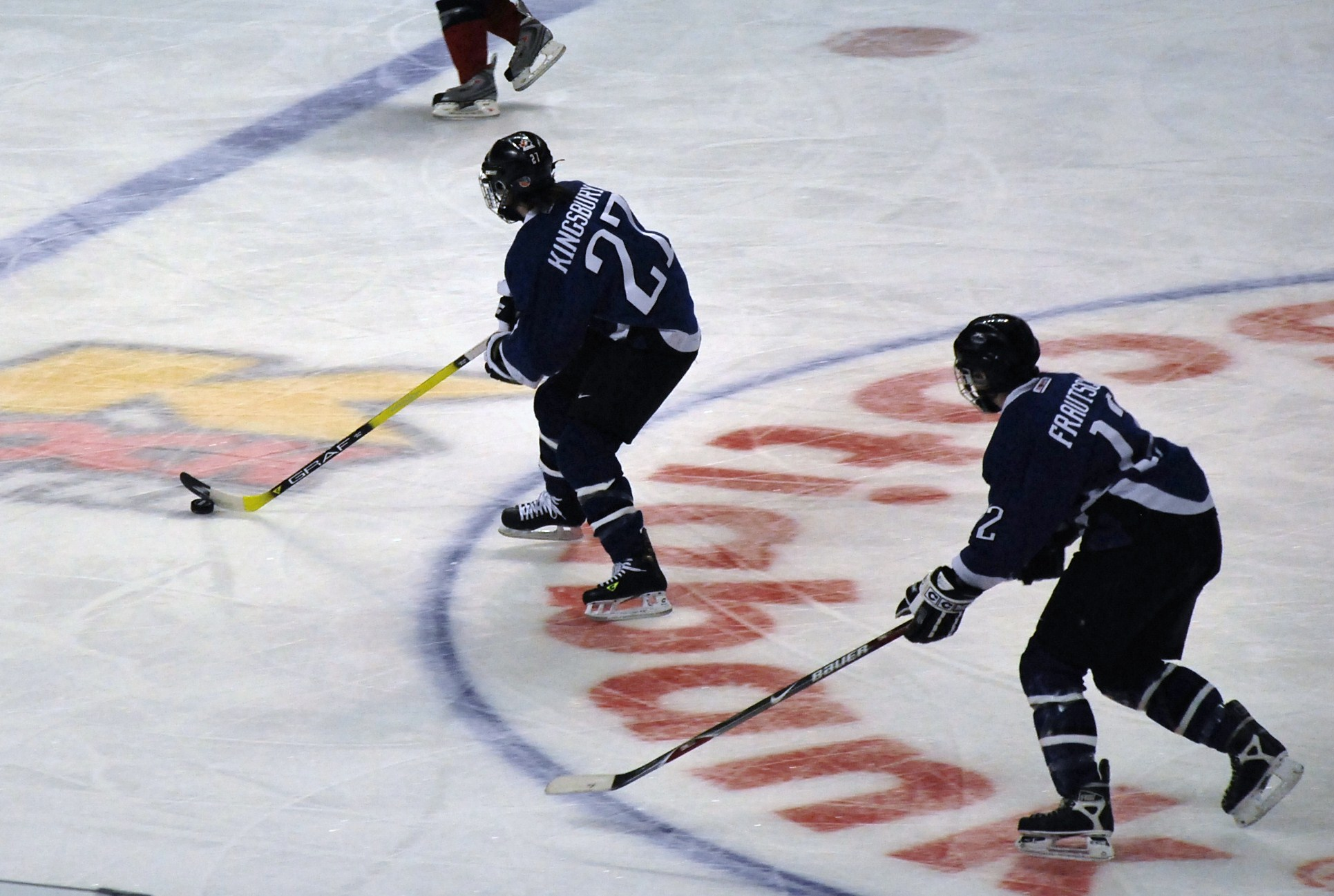
Gina Kingsbury und Angela Frautschi

- Cherie Piper
- Denise Soesilo
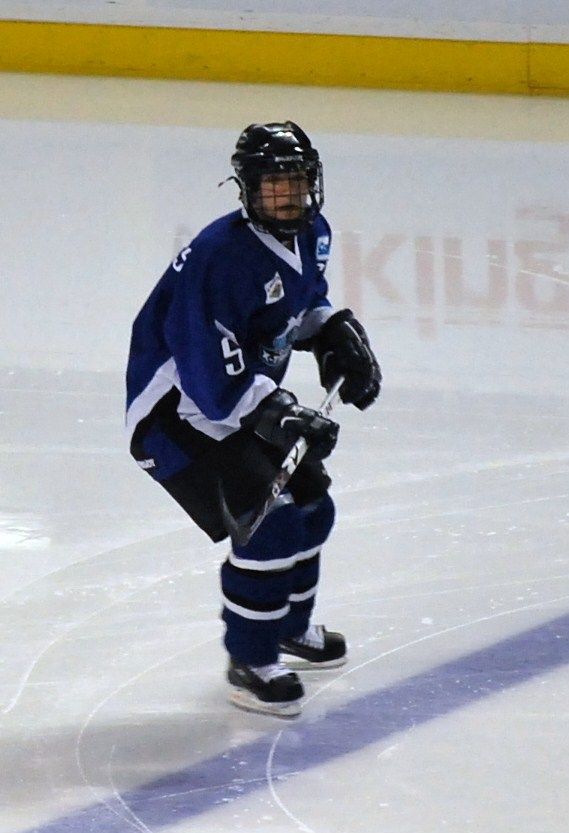
Colleen Sostorics
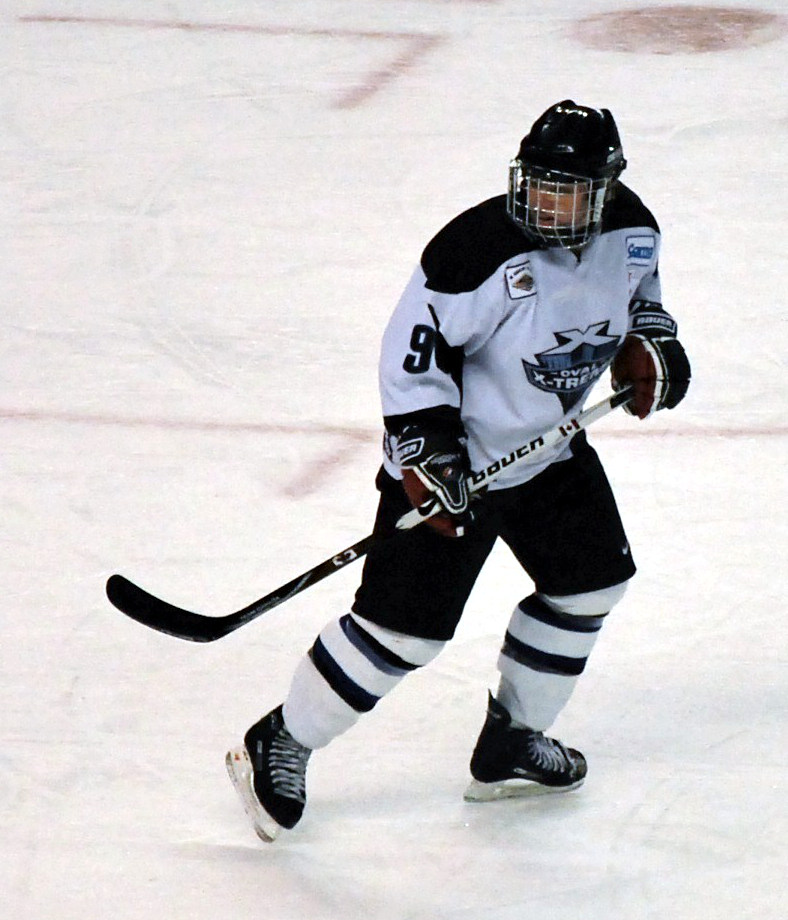
Cherie Piper
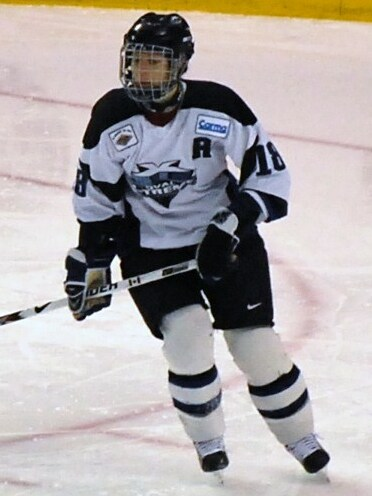
Gillian Ferrari

- Anja Stiefel
- Hayley Wickenheiser
- Raffaela Wolf

- Tessa Bonhomme
- Carla MacLeod
- Gina Kingsbury und Angela Frautschi
- Colleen Sostorics
- Cherie Piper
- Gillian Ferrari